# Nelė Savičenko
Nelė Savičenko, née le 1er décembre 1957 à Vilnius, est une actrice lituanienne.

## Biographie
En 1975-1980, Nelė Savičenko étudie à la filiale de l'Académie de musique et de théâtre de Lituanie situé à Klaipeda (classe de Povilas Gaidis).

## Filmographie
- 1982 : Le Riche et le Pauvre (Turtuolis, vargšas...) d'Arūnas Žebriūnas : Greta Jordache
- 1989 : Kriminalnyy kvartet
- 1990 : Damskiy portnoy : Nelli Klimene
- 1992 : Golos travy
- 1993 : Zapakh oseni
- 2007 : Nuodemes uzkalbejimas de Algimantas Puipa : Rita
- 2015 : Sangaïlé d'Alanté Kavaïté

## Récompenses et distinctions
- Meilleure actrice lituanienne lors du Festival international du film de Vilnius de 2007.